# Georges Lévis
Jean Sidobre, dit G. Lévis puis Georges Lévis (1924-1988), est un illustrateur, dessinateur et scénariste de bande dessinée français. Ses premiers travaux sont signés Sainclair et Sylvia. Il a d'abord illustré de nombreux ouvrages pour la jeunesse sous son vrai nom avant de se consacrer à la création d'œuvres érotiques.

## Biographie
Jean Sidobre naît le 7 août 1924 à Toulouse. Il étudie les Beaux-arts et commence une carrière d'illustrateur au sortir de la Deuxième Guerre mondiale sous le pseudonyme de Sainclair. Il débute par des dessins dans des revues et journaux puis se tourne vers l’illustration de livres pour la jeunesse sous son véritable nom, Jean Sidobre. Amateur de calembours, il prend le pseudonyme de G. Lévis (Dessins : "G. Levis", Textes : "De Monage") en 1977 pour créer des bandes dessinées érotiques, tout en poursuivant son travail d'illustrateur pour la jeunesse (jusqu’en 1986). 
Il participe à la revue Charlie Mensuel de 1983 à 1985 sous le nom de Levis. Il réalise entre autres les couvertures des numéros 16 et 39, et avec Philippe Mellot, le rédacteur en chef, ils signent la série de gags « Les fantasmes de Zoé » dans 5 numéros, du no 30 au no 34.
Il meurt le 31 mars 1988 au Chesnay,.

## Publications

### Œuvres érotiques
Albums BD
- Liz et Beth[5] (tomes 1 à 4), éditions Bédé Adult et albums aux éditions Neptune, Glénat et aux Éditions Dominique Leroy :

1. Liz et Beth, tome 1 : Entrée de ses vices
2. Liz et Beth, tome 2 : Les songes d'une nudité
3. Liz et Beth, tome 3 : Les Flirts du mâle
4. Liz et Beth, tome 4 : Vive l'ampleur !

- Les Nouvelles Aventures de Liz et Beth, Éditions Dominique Leroy, Paris, 1983.
- Dodo, 13 ans, en présence de sa tante seulement, scénario de  Francis Leroi (1er volume - sorti le 21.08.1987 mais d'abord paru dans le mensuel L’Écho des savanes, numéros de janvier à mai 1987).
- Dodo, la petite pensionnaire (2e volume - sorti le 07.05.1991 mais d'abord paru dans le mensuel L’Écho des savanes, début 1991).
- Mémoires d'une entraîneuse : une aventure de Jelly Shawn; Aedena, 1987[6]

- Les Perles de l'amour, scénario de Francis Leroi (livre sorti le 14.05.1985 mais d'abord paru dans le mensuel L’Écho des savanes fin 84/début 85).
- L’École des biches, adaptation de Lo Duca, d’après Ernest Baroche, Éd. Dominique Leroy, 1984.
- Les Petites Filles modèles, adaptation de Jean-Claude Baboulin et Francis Leroi, Éd. Dominique Leroy, 1982.
- Crimes et Délits. Tome 1. Manson. Raspoutine, de Georges Lévis, Erich von Götha, Tony Hawkee (scénario), Éd. Yes Company, 1988.

Revues
- Multi Contacts magazine, revue d'annonces et de rencontres, années 1970 (revues qui contiennent une BD de G. Lévis : "Liz et Beth").

Romans
- Les Morts sont toujours collants, de Robert Tachet, Éditions Le Trotteur, 1952.
- Les Fantasmes d'un voyeur (années 1980).
- Mémoires de Fanny Hill, Tome 1, Éditions Le Scarabée d'or et Dominique Leroy.

BD non érotiques
- série Steve Hollygan[8] (1958-1960).
- série Jim Dynamic (1958-1959).
- Yum Yum, Un mariage mouvementé , Tome 1, Jean Sidobre, Artège, Bande dessinée, Perpignan, 2012.
- Yum Yum, belles et rebelles, Tome 2, Jean Sidobre, Artège, Bande dessinée, Perpignan, 2012.

### Illustrations de livres pour la jeunesse
Tous les livres de la liste ci-dessous ont été illustrés sous le nom de Jean Sidobre (liste non exhaustive).

#### en tant qu'auteur et illustrateur
Série Valérie
Publiée aux éditions G. P., collection : Bébé Pélican
- 1982 : Valérie et ses amis vont camper no 11
- 1982 : Valérie à la plage no 12
- 1982 : Valérie joue à la maman no 13
- 1982 : Valérie va à la montagne no 14

Romans hors-séries
- 1985 : Stéphane et le petit chien Rudi — Éd. G.P., coll. « Bébé Pélican » no 12

#### en tant qu'illustrateur
Série Alice
Série écrite par Caroline Quine et publiée aux éditions Hachette dans la collection Bibliothèque verte puis Bibliothèque rose.
- 1979 : Alice et la Rivière souterraine
(couverture seulement. Nouvelle couverture en 1986)
- 1980 : Alice et les Marionnettes
(nouveau dessin de couverture en 1983)
- 1981 : Alice détective
(nouveau dessin de couverture en 1983)
- 1981 : Alice et l'Avion fantôme
- 1980 : Alice et le Pigeon voyageur
(coll. Idéal-Bibliothèque)
- 1981 : Alice au manoir hanté
(coll. Idéal-Bibliothèque)
- 1983 : Alice et le Vase de Chine
(couverture)
- 1983 : Alice et le Témoin prisonnier
- 1983 : Alice et la Soucoupe volante
(coll. Masque jeunesse)
- 1983 : Alice et le Symbole grec
(coll. Masque jeunesse)
- 1984 : Alice à la Réserve des oiseaux
(couverture)
- 1984 : Alice au Canada / Alice chercheuse d'or
(couverture)
- 1984 : Alice au camp des biches (couverture)
- 1984 : Alice et le Chandelier (couverture)
- 1984 : Alice et la Diligence (couverture)
- 1984 : Alice et la Pierre d'onyx (couverture)
- 1984 : Alice et le Dragon de feu (couverture)
- 1984 : Alice et les Faux-monnayeurs (couverture)
- 1984 : Alice et le Flibustier (coll. Masque jeunesse)
- 1984 : Alice et le Médaillon d'or (couverture)
- 1984 : Alice et le Secret du parchemin
- 1985 : Alice et la Pantoufle d'hermine
- 1985 : Alice au ranch (couverture)
- 1986 : Alice en safari (couverture)
- 1987 : Alice aux îles Hawaï (couverture)

Série Babette
Quatorze albums édités aux Éditions G. P. dans la collection « Bibliothèque Rouge et bleue ».
- 19?? : La Maison de Babette
- 1961 : Babette et Dicky
- 1961 : Babette en Afrique
- 1961 : Babette à la montagne
- 1961 : Babette à la mer
- 1962 : Babette et son cousin
- 1962 : Babette photographe
- 1962 : Babette à Paris
- 1963 : Babette fait du camping
- 1963 : Babette au cirque
- 1964 : Babette maman
- 1966 : Babette et Picot
- 1967 : Babette infirmière
- 1967 : Babette au Sahara

Série Caroline
Série écrite par Lélio, d'après les albums de Pierre Probst, publiée dans la collection « Bibliothèque rose », éditions Hachette.
- 1974 : Caroline et le train surprise
- 1975 : Caroline et le ballon voyageur
- 1976 : Caroline et la pépite d'or
- 1980 : Caroline et la soucoupe volante

Série Le Club des Cinq
Série écrite par Enid Blyton, publiée chez Hachette dans la collection Bibliothèque rose et autres, avec des illustrations parfois différentes.
- 1971 : Le Club des Cinq en péril (collection La Galaxie)
- 1972 : Le Club des Cinq en embuscade (collection La Galaxie)
- 1974 : Le Club des Cinq (collection Vermeille)
- 1975 : Le Club des Cinq et le trésor de l’île (collection Vermeille)
- 1975 : Le Club des Cinq aux sports d’hiver (collection Vermeille)
- 1975 : Le Club des Cinq et les Gitans (collection Vermeille)
- 1976 : Le Club des Cinq en vacances (collection Vermeille)
- 197? : Le Club des Cinq en embuscade (collection Vermeille)
- 197? : Le Club des Cinq et le coffre aux merveilles (collection Vermeille)

Série Pilou
Série écrite par Michèle Martin, publiée dans la collection Bibliothèque Rouge et Bleue des éditions G. P..
- 1964 : Les Exploits de Pilou
- 1965 : Pilou et Boxy no 83
- 1965 : Pilou cow-boy no 85
- 1965 : Pilou à Belle-Fontaine no 89
- 1965 : Pilou fait du cinéma
- 1966 : Pilou en plongée no 91
- 1966 : Pilou chasseur no 94
- 1967 : Pilou journaliste no 97

Série Vincent et Nathalie
Albums illustrés et cartonnés écrits par Jean-Pierre Enard publiés aux éditions Hachette.
- 1976 : Vincent et Nathalie : Silence, on tourne ! no 2
- 1976 : Vincent et Nathalie au bord de la mer
- 1976 : Vincent et Nathalie : Vive le cirque !
- 1976 : Vincent et Nathalie en pique-nique
- 1977 : Vincent et Nathalie au bord de la rivière no 5
- 1977 : Vincent et Nathalie aux sports d'hiver
- 1977 : Vincent et Nathalie : La Pêche au trésor
- 1977 : Vincent et Nathalie à la télévision
- 1977 : Le Baptême de l'air de Vincent et Nathalie
- 1978 : Vincent et Nathalie au zoo no 11

Romans hors-séries
- 1947 : Bons cœurs et mauvaises têtes, Henriette Robitaillie, Publications techniques et artistiques.
- 1954 : La Fille de Montezuma, H. Rider Haggard — Éd. Hachette, coll. Idéal-Bibliothèque. Réédition éd. G. P., Rouge et Or Souveraine, 1962.
- 1955 : Le Secret de la panthère, Victor Canning — Éd. Hachette, coll. Bibliothèque verte.
- 1958 : Doucette au cœur d'or, Renée Aurembou — Éd. G. P., Rouge et Or Souveraine.
- 1958 : Le Chant du coquillage, Martha Sandwall-Bergström — Éd. G. P., Rouge et Or.
- 1958 : Aléa, fille des glaces, Anauta — Éd. G. P., Rouge et Or Dauphine.
- 1959 : L'Escalier bleu, Renée Aurembou — Éd. G. P., Rouge et Or Souveraine.
- 1959 : La Guitare andalouse, Saint-Marcoux — Éd. G. P., Rouge et Or Souveraine.
- 1960 : Séraphin, le pingouin timide (album illustré) — Éd. Piccoli Milan.
- 1961 : La Petite Fille des bois perdus, Renée Manière — Éd. G. P., Rouge et Or Dauphine no 63.
- 1963 : La Grotte aux ours, André Massepain — Éd. G. P., Rouge et Or Souveraine.
- 1964 : Un amour de poney, Dominique François — Éd. G. P., Rouge et Or Dauphine.
- 1967 : La Dernière Bagarre, Dominique François — Éd. G. P., Rouge et Or Dauphine.
- 1968 : L'Extravagante Expédition de Beau-Minet, Molly Lefébure — Éd. Hachette, coll. Idéal-Bibliothèque no 369.
- 1969 : Michel le petit aiguilleur, Michel Duvernay, Éd. G. P., Collection « Bibliothèque Rouge Et Bleue » no 106.
- 1970 : Treize chats en colère, Molly Lefébure — Éd. Hachette, coll. Idéal-Bibliothèque.
- 1971 : Le Grand Voyage des océanautes, Louis Wolfe — Éd. Hachette, coll. Bibliothèque verte.
- 1978 : Le Château d'algues, Saint-Marcoux — Éd. Hachette, coll. Bibliothèque verte.
- 1978 : Ali Baba et les quarante voleurs, Jacques Brecard, D'après Les Mille et Une Nuits — Éd. Hachette, coll. Vermeille.
- 1980 : Si tu t'appelles Sophie (roman) — Éd. G. P., collection Rouge et Or.
- 1980 : La Route des éléphants, René Guillot — Éd. G. P., collection Rouge et Or.
- 1985 : De la Terre à la Lune, Jules Verne — Éd. Hachette.

BD
- série Mireille, 1959.
- série Frimousse, années 1970.
- série Frimousse, magazine nouvelle série, années 1970.
- série Frimousse poche
- série Lisette (plusieurs albums).
- série Princesse (plusieurs albums).
- série Mademoiselle Caroline (plusieurs albums), de N. Ferren, (1971 -?).
- série Télé Caroline (1975-19976).

Revues, journaux et magazines
- Le Hérisson, de Jean Bruce (avec OSS 117), 1953.
- Marius, illustrations sous le pseudonyme de Sainclair (1947-1952).
- Nous deux, illustrations sous le pseudonyme de Sainclair (1947-1952).
- Ce soir, illustrations sous le pseudonyme de Sainclair (1947-1952).
- Eve, illustrations sous le pseudonyme de Sylvia.
- Vaillant
- Tina : revue britannique des années 1970 (titres des séries illustrées : "My Chum Yum-Yum", "Alona the Wild One").
- Daktari (BD d'après la série américaine Daktari), 1972.